# Kölner Haie
A Kölner Haie egy német jégkorongcsapat Kölnben. A csapat a Deutsche Eishockey Ligában játszik. A klub hatszoros nyugat-német és kétszeres német bajnok.

## Története
A klubot 1972-ben alapították Kölner EC néven.

### Korábban használt nevek
- 1972–1994 – Kölner EC
- 1994–napjainkig – Kölner Haie

## Helyezések
Deutsche Eishockey Liga-bajnok: 1994-95, 2001-02